# Crambus perspicuus
Crambus perspicuus là một loài bướm đêm trong họ Crambidae.